# اللغة الآرامية الكلدانية الحديثة
اللغة الآرامية الكلدانية الحديثة هي لهجة آرامية تطورت من الآرامية الشمالية الشرقية النهرينية، كانت هذه اللهجة تحكى أصلا في منطقة تمتد من سهل نينوى شمال العراق حتى سعرت وبحيرة وان جنوب شرق تركيا. يقدر عدد المتحدثين بها بنصف المليون أغلبهم في العراق.